# موهاردت
شهر موهاردت (به آلمانی: Murrhardt) در ایالت بادن-وورتمبرگ در کشور آلمان واقع شده‌است.